# Wielichowo (województwo pomorskie)
Wielichowo (kaszb. Wielëchòwò, niem. Friedrichsthal), dawn./alt. Świelubie – wieś w Polsce położona w województwie pomorskim, w powiecie słupskim, w gminie Redzikowo.
W latach 1975–1998 miejscowość należała administracyjnie do województwa słupskiego.

## Nazwa
Nazwa jest tzw. chrztem nazewniczym i ma charakter pseudodzierżawczy. Powstała przez dodanie do nazwy osobowej *Wielich (Wielisław) formantu -owo, częściowo adaptując brzmienie nazwy niemieckiej. Pierwotna niemiecka nazwa Friedrichsthal ma charakter pamiątkowy i powstała ze złożenia dwóch członów: nazwy osobowej Friedrich „Fryderyk” i nazwy pospolitej Tal „dolina”.
Rada Języka Kaszubskiego proponuje kaszubską formę nazwy Wielëchòwò.